# Phellogensäure
Phellogensäure oder chemisch 1,22-Docosandisäure ist eine chemische Verbindung aus der Gruppe der α,ω-Dicarbonsäuren.

## Vorkommen
Die Phellogensäure kommt in der Natur in Kork und Japanwachs vor.

## Herstellung
Ein Standardverfahren zur Herstellung von Docosandisäure bedient sich der generellen Methode zur Verlängerung der Kettenlänge von Carbonsäuren um sechs bzw. von Dicarbonsäuren um zwölf Kohlenstoffatome durch einfache bzw. bei Dicarbonsäuren doppelte Umsetzung der entsprechenden Säurechloride mit dem cyclischen Enamin 1-Morpholino-1-cyclohexen und anschließende Wolff-Kishner-Reduktion der als Zwischenprodukt anfallenden 7,16-Diketodocosansäure.
Analog kann mit 1-Morpholino-1-cyclopenten eine Verlängerung um fünf bzw. zehn Kohlenstoffatome erzielt werden.
Die weiteren in der Monographie der Organic Syntheses angeführten älteren Synthesewege zu Docosandisäure sind bezüglich Ausgangsmaterialien und Prozessbedingungen aufwendig und wenig ergiebig, wie z. B. die erwähnte Reaktion von α,ω-Diiodeicosan mit Kaliumcyanid und Hydrolyse des gebildeten Dinitrils.
Den besten Zugang zu 1,22-Docosandisäure bietet die mit Kupfer(I)-chlorid katalysierte oxidative Kupplung von 10-Undecinsäure zur 10,12-Docosadiin-1,22-disäure mit einer Ausbeute von 90 % d.Th. und deren praktisch quantitative katalytische Hydrierung zur Titelverbindung.
Die Ausgangsverbindung 10-Undecinsäure ist über die aus Rizinusöl preisgünstig erhältliche 10-Undecensäure relativ einfach zugänglich.
Biochemisch entsteht Docosandisäure bei der ω-Oxidation von n-Docosansäure (Behensäure) in den Mikrosomen aus Rattenleberzellen über die Zwischenstufe 22-Hydroxydocosansäure.

## Eigenschaften
1,22-Docosadisäure bildet beim Umkristallisieren aus Methanol feine farblose Kristallnädelchen mit wachsartiger Konsistenz.
Mit seiner langen C20-Kohlenwasserstoffkette zwischen den beiden funktionellen Endgruppen stellt 1,22-Docosadisäure einen ausgeprägt hydrophoben Spacer (Abstandshalter) für chemische und biochemische Konjugate dar.

## Anwendungen
Eine solche Anwendung der Docosandisäure als hydrophober Spacer zwischen zwei 17β-Estradiol-Einheiten führt zu Estradioldimeren mit hoher Bindungsstärke an spezifische Estrogenrezeptoren (Erα).
Phellogensäure natürlichen Ursprungs aus Strandflieder (Limonium sp.) wirkt als Inhibitor für das Enzym Tyrosinphosphatase (PTP1B), das einen wichtigen negativen Regulator für den Insulinrezeptor darstellt.
Durch Reaktion z. B. mit N-Hydroxysuccinimid unter geeigneten Bedingungen wird ein monosubstituierter Imidester (Aktivester bzw. NHS-Ester) der Docosandisäure erhalten, der zur Modifizierung von Enzymen eingesetzt wird und die Plasmahalbwertszeiten der so derivatisierten biologisch aktiven Proteine verlängert und ihre Antigenität verringert.
Grenzflächenaktive Verbindungen des Molekültyps A-B-A werden durch Umsetzung der aktivierten Carboxylendgruppen von Docosandisäure (Baustein A) mit Monomethoxy-polyethylenglycolen (Bausteine B) erhalten,
denen Brauchbarkeit als Lösungsvermittler, Netzmittel und Einbettungsmaterial zur Wirkstoffabgabe zugeschrieben wird.
Docosandisäure kann zur Stabilisierung durch Vernetzung und Hydrophobierung von Mikropartikeln mit einer bioabbaubaren Matrix aus Stärke, die (zusammen mit Gas) als Ultraschallkontrastmittel Verwendung finden.